# Торебруна
Торебруна (итал. Torrebruna) је насеље у Италији у округу Кјети, региону Абруцо.
Према процени из 2011. у насељу је живело 658 становника. Насеље се налази на надморској висини од 846 м.

## Становништво
Према резултатима пописа становништва 2011. у општини је живело 924 становника.
| 1931. | 1936. | 1951. | 1961. | 1971. | 1981. | 1991. | 2001. | 2011. |
| ----- | ----- | ----- | ----- | ----- | ----- | ----- | ----- | ----- |
| 1.728 | 1.833 | 1.966 | 1.932 | 1.800 | 1.604 | 1.387 | 1.173 | 924   |